# Arado L I
Die Arado L I ist ein deutsches Sport- und Reiseflugzeug der Arado Flugzeugwerke. Sie wurde für den Europarundflug von 1929 entworfen und blieb ein Einzelstück.

## Entwicklung
Für die Teilnahme am im Januar 1929 vom französischen Aero-Club erstmals ausgeschriebenen Europarundflug gab der MAC (Mecklenburgischer Aero-Club) bei Arado die Herstellung eines kleinen, zweisitzigen Sportflugzeugs in Auftrag. Als Bedingung zur Durchführung wurde die Verwirklichung eines Entwurfs des Diplom-Ingenieurs Hermann Hofmann vorgegeben. Hofmann, der bereits für die Akaflieg Darmstadt und die GMG Flugzeuge konstruiert hatte, wurde deshalb die alleinige Verantwortung für Berechnung und Konstruktion des als L I bezeichneten Musters übertragen. Er verzichtete bei der Projektierung auf Kunstflugtauglichleit und richtete es den Anforderungen des Wettbewerbs rechnungtragend auf eine möglichst hohe Reisegeschwindigkeit aus. Ungewöhnlich war die Position des Steuerknüppels hängend unter dem Flügel. Im Sommer 1929 wurde die L I mit der Werknummer 56 fertiggestellt, auf den Namen Ostseebad Warnemünde getauft und mit dem Kennzeichen D–1707 zugelassen. Die Testflüge, bei denen er Geschwindigkeiten bis zu 150 km/h erzielte, wurden von Hofmann selbst durchgeführt. Sie ergaben gute Flugeigenschaften und dank des hochangesetzten Tragflügels hervorragende Sichtverhältnisse. Bemängelt wurde eine leichte Instabilität um die Querachse.
Anfang August startete die L I zur Wettbewerbsteilnahme in Richtung Paris. Sie wurde von Dr. Eggers vom MAC gesteuert; Hofmann flog als Begleiter mit. Diese Kombination war auch für den Rundflug vorgesehen. Der Flug fand bei schlechtem Wetter statt, verlief aber ohne Vorkommnisse. Die technische Abnahme in Paris ergab keine Beanstandungen. Am 5. August 1929 begann der Wettbewerb mit einem Messflug zum Kraftstoffverbrauch, der für die L I mit einer Notlandung infolge Motorüberhitzung 30 km südlich des Flughafens Orly endete. Aus unbekannter Ursache blieb nach einem Wechsel der Vergaserdüse Dr. Eggers am Boden zurück, während Hofmann im Anschluss allein weiterflog. Als er den Flughafen erreichte, begann der Pilot grundlos mit dem Fliegen von Kunstfiguren, obwohl das Flugzeug dafür nicht ausgelegt war. Dabei geriet es aus der Rückenlage heraus ins Trudeln, was die Struktur des Tragflügels überlastete und ihn mittig auseinanderbrechen ließ. Hofmann stürzte mit der L I aus etwa 400 m ungebremst zu Boden und war sofort tot.

## Aufbau
Die L I ist ein abgestrebter Hochdecker in Holzbauweise.
Rumpf
Der vollständig aus Holz bestehende schlanke und spindelförmige Rumpf ist im Motorbereich mit Blech und ansonsten mit Sperrholz beplankt. Die offenen Besatzungskabinen liegen voneinander getrennt vor bzw. hinter dem Tragflügel.
Tragwerk
Das Tragwerk besteht aus einer durchgehenden, einteiligen Tragfläche in Trapezform mit zwei Holmen. Sie ist durch einen Baldachin aus N-Streben mit dem Rumpf verbunden.
Leitwerk
Das Leitwerk in normaler Holzbauweise ist freitragend und nicht ausgeglichen.
Fahrwerk
Das Fahrwerk besteht aus dem starren, durch je drei Streben, davon je eine gefedert, mit dem Rumpf verbundenen Hauptfahrwerk und einem Schleifsporn am Heck.

## Technische Daten
| Kenngröße                                                         | Daten                                                                                     |
| ----------------------------------------------------------------- | ----------------------------------------------------------------------------------------- |
| Besatzung                                                         | 1                                                                                         |
| Passagiere                                                        | 1                                                                                         |
| Spannweite                                                        | 10,00 m                                                                                   |
| Länge                                                             | 6,00 m                                                                                    |
| Höhe                                                              | 2,30 m                                                                                    |
| Flügelfläche                                                      | 14,50 m²                                                                                  |
| Leistungsbelastung                                                | 12,5 kg/PS                                                                                |
| Leermasse                                                         | 270 kg                                                                                    |
| Startmasse                                                        | maximal 500 kg                                                                            |
| Antrieb                                                           | ein luftgekühlter Neunzylinder-Viertakt-Sternmotor mit starrer Zweiblatt-Holzluftschraube |
| Typ                                                               | Salmson AD 9                                                                              |
| Startleistung Kampf- und Steigleistung Nennleistung Dauerleistung | 45 PS (33 kW) 40 PS (ca. 30 kW) am Boden 40 PS (ca. 30 kW) am Boden 36 PS (26 kW)         |
| Höchstgeschwindigkeit                                             | 140–150 km/h in Bodennähe                                                                 |